# Restschuldversicherung
Eine Restschuldversicherung (auch als Restkreditversicherung oder Kredit-Lebensversicherung bezeichnet) ist eine Absicherung des Kreditnehmers bzw. von dessen Hinterbliebenen für den Fall des Todes, Krankheit oder Arbeitslosigkeit. Sie dient auch dem Kreditgeber als zusätzliche Kreditsicherheit und wird als solche im Kreditvertrag an die Bank abgetreten. In Deutschland betrug 2009 die durchschnittliche Höhe der neuen Restschuldversicherungen 11.600 Euro. Am Neuzugang der Lebensversicherungen hatte die Restschuldversicherung 2009 einen Marktanteil bezogen auf die Versicherungssumme von 2,9 %.

## Gegenstand der Restschuldversicherung (RSV)
Kreditnehmer oder Kreditgeber schließen im Zusammenhang mit der Kreditaufnahme auf die Person des Kreditnehmers – und meistens auf seine Kosten – eine Versicherung ab, beispielsweise gegen Tod (Ableben), Krankheit/Arbeitsunfähigkeit oder Arbeitslosigkeit während der Kreditlaufzeit. Im Todesfall wird die noch ausstehende Restschuld des aufgenommenen Darlehens durch die Versicherungsleistung getilgt bzw. bei Krankheit oder Arbeitslosigkeit die fälligen Raten gezahlt. Der Kreditnehmer tritt dabei in der Regel einem vom Kreditgeber (oder Kreditvermittler) abgeschlossenen Gruppenversicherungsvertrag bei, dadurch unterliegt der Vertragsabschluss des einzelnen Kreditnehmers nicht den gleichen Formalvorschriften (v. a. denen des VVG Versicherungsvertragsgesetz) wie ein gewöhnlicher Einzelversicherungsvertrag. 
Die RSV entstand in den 1950er Jahren in den USA. 1957 wurde in Deutschland der erste RSV durch das Bundesaufsichtsamt für das Versicherungswesen zugelassen. Bei Ratenkrediten und Annuitätendarlehen wird die RSV typischerweise gegen Zahlung eines (durch das Darlehen mitfinanzierten) Einmalbeitrages abgeschlossen. Bei Kontokorrent- oder revolvierenden Krediten sind die Verträge so gestaltet, dass für jeden Monat der Außenstand bestimmt wird und dafür jeweils der Beitrag für diesen Monat berechnet wird. 
Inzwischen werden verschiedene Formen zur Absicherung weiterer Risiken angeboten: Nach den klassischen RSV-Risiken Tod und Arbeitsunfähigkeit wurde 1995 die Absicherung gegen das Risiko der unverschuldeten Arbeitslosigkeit, sowie seit 2006 „schwere Krankheiten“ (Krebs, Herzinfarkt, Schlaganfall usw.) und diverse Beistandsleistungen (Assistance) zur Unterstützung des Darlehensnehmers zur Wiedereingliederung in das Arbeitsleben eingeführt.

## Kritik/Nachteile
Die RSV wird häufig wegen der Höhe der Beiträge und der mit der Kreditvergabe gekoppelten Vertriebsmethode kritisiert. In der Tat enthalten RSV-Beiträge meist relativ hohe Provisionen für den Kreditgeber oder Kreditvermittler. Wegen der nicht unerheblichen Kosten für eine solche Versicherung kann diese die Gesamtkosten der Geldaufnahme merkbar beeinflussen. Dies soll 2021 ein neues Gesetz ändern und die Provisionen auf maximal 2,5 Prozent des mit der Restschuldversicherung abgesicherten Kredits deckeln. Dies soll sowohl für Immobilienkredite als auch für Darlehens- und Leasingverträge gelten.
Nur bei wenigen Banken führt der Abschluss einer RSV zu einem verbesserten Kreditscoring. Schreibt der Kreditgeber vor, dass zwingend eine Restschuldversicherung abgeschlossen werden muss, so sind die Kosten für die RSV nach deutschem Recht in den Effektivzins einzurechnen. Meistens ist der Abschluss der RSV fakultativ, wird aber von vielen Kreditgebern offensiv angeboten, um damit zusätzliche Deckungsbeiträge durch die Abschlussprovision zu verdienen. 
Kritisiert werden außerdem die vertraglichen Ausschlussfristen für die jeweiligen Versicherungsleistungen in der RSV. Diese bedingen, dass der Versicherungsschutz erst nach Ablauf einer bestimmten Frist nach Abschluss des RSV-Vertrages in Kraft tritt („Wartezeit“) bzw. der Leistungsfall (bei Arbeitsunfähigkeit oder Arbeitslosigkeit) bereits eine Mindestzeit anzudauern hat, bevor Leistungen aus der RSV beansprucht werden können („Karenzzeit“).
Eine Untersuchung der Marktwächter der Verbraucherzentrale Hamburg deutet auf ungewöhnlich hohe Stornoquoten bei Restschuldversicherern hin. Das ist ein Ergebnis einer nicht repräsentativen Befragung von 23 Restschuldversicherern zu Leistungs- und Stornoquoten. Dabei gab die Hälfte der Restschuldversicherer der Sparte Leben eine Stornoquote an, die über dem Branchenmittel liegt. Für Verbraucher ist ein Storno wegen geschmälerter Rückerstattungen finanziell oft besonders nachteilig.

### Widerruf
Nach § 7a Abs. 5 Versicherungsvertragsgesetz (VVG) und § 7d VVG müssen Verbraucher, die eine Restschuldversicherung abschließen, eine Woche nach Vertragsschluss erneut über ihr Widerrufsrecht belehrt werden. Auch das Produktinformationsblatt (PIB) ist den Neukunden mit dieser Belehrung erneut zur Verfügung zu stellen. Als Anschreiben nutzen die Versicherer in der Regel einen sogenannten Welcome-Letter. PIB und Widerrufsbelehrung werden diesem Schreiben beigefügt. Das Marktwächter-Team der Verbraucherzentrale Hamburg hat eine Anbieterumfrage durchgeführt, um zu evaluieren, wie diese Welcome-Letter von den Anbietern ausgestaltet werden. Ergebnis: Keiner der von den Anbietern in diesem Zusammenhang verschickten Welcome-Letter erfüllt nach Ansicht der Marktwächter in vollem Umfang die gesetzgeberische Absicht, unabhängig vom Kreditvertrag neutral über das Widerrufsrecht zu informieren.

### Großbritannien
In Großbritannien führten die Vertriebspraktiken verschiedener Banken im Zusammenhang mit den dort PPI (payment protection insurance) genannten Restschuldversicherungen zu einem Skandal. Die Restschuldversicherungen sollen teilweise verdeckt, mit falschen Begründungen oder an Personen, die diese gar nicht in Anspruch nehmen können, verkauft worden sein. Im Herbst 2012 hatte die britische Finanzindustrie Rückstellungen in einer Höhe von über 10 Mrd. Pfund Sterling gebildet. Diese Summe stieg bis 2016 auf knapp 40 Mrd. Pfund, größtenteils verteilt auf fünf Banken: Lloyds Banking Group (17,1 Mrd. Pfund), Barclays (8,5 Mrd. Pfund), Royal Bank of Scotland (4,7 Mrd. Pfund), HSBC (2,9 Mrd. Pfund) und Santander UK (1,2 Mrd. Pfund). Mindestens 6,5 Mrd. Pfund Sterling an Kompensationen wurden nach Schätzung der Financial Services Authority ausgezahlt.

## Vorteile
Ein Vorteil der RSV ist die im Vergleich zur Einzelversicherung fehlende Annahme- und Gesundheitsprüfung, die den notwendigen vereinfachten und schnellen Vertragsabschluss ermöglicht. Allerdings sind meist Versicherungsfälle aufgrund von bei Abschluss vorhandenen und bekannten Vorerkrankungen in den ersten zwei Vertragsjahren der RSV von der Leistung ausgeschlossen. Der Schutz ist bei bestehenden Vorerkrankungen also in dieser Zeit eingeschränkt auf nicht vorerkrankungs-kausale Krankheiten/Arbeitsunfähigkeit oder Todesursachen. Außerdem bietet nur die RSV eine privatrechtliche Absicherung gegen das Risiko der unverschuldeten Arbeitslosigkeit an.